# Parc nacional Dzanga-Ndoki
El Parc Nacional Dzanga-Ndoki és un parc nacional situat a la República Centreafricana que està inscrit a la llista de Patrimoni de la Humanitat des del 2012, amb el Parc nacional de Lobéké al Camerun i el Parc Nacional de Nouabalé-Ndoki a la República Democràtica del Congo, els tres parcs junts formen la Trinacional de la Sangha.